# 브루나이 요리

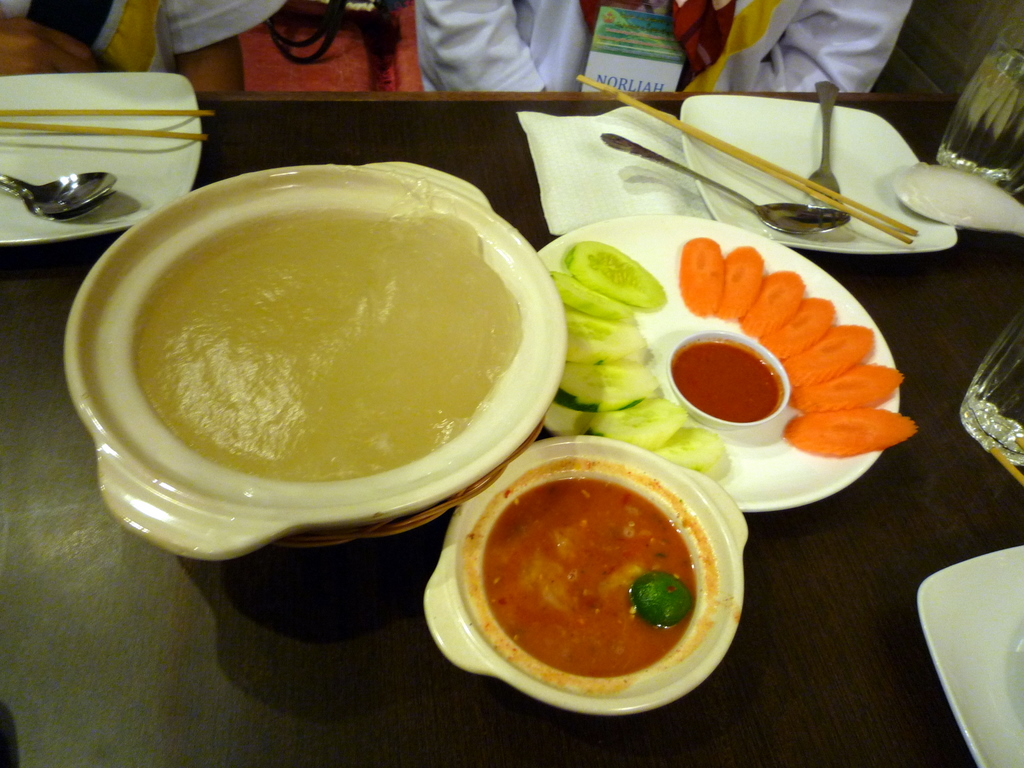
암부얏

브루나이 요리(Brunei 料理, 말레이어: masakan Brunei 마사칸 브루나이[*])는 해양 동남아시아에 있는 브루나이의 요리이다.

## 음식
브루나이 음식은 종종 매운 맛이 나며, 일반적으로 쌀이나 국수와 함께 먹는다. 브루나이 특유의 볓가지 음식 중에는 무향 사고 전분의 끈적끈적한 공인 암부얏이 있는데, 대나무 포크에 싸서 매콤하고 시큼한 그레이비에 담근다. 

## 음료

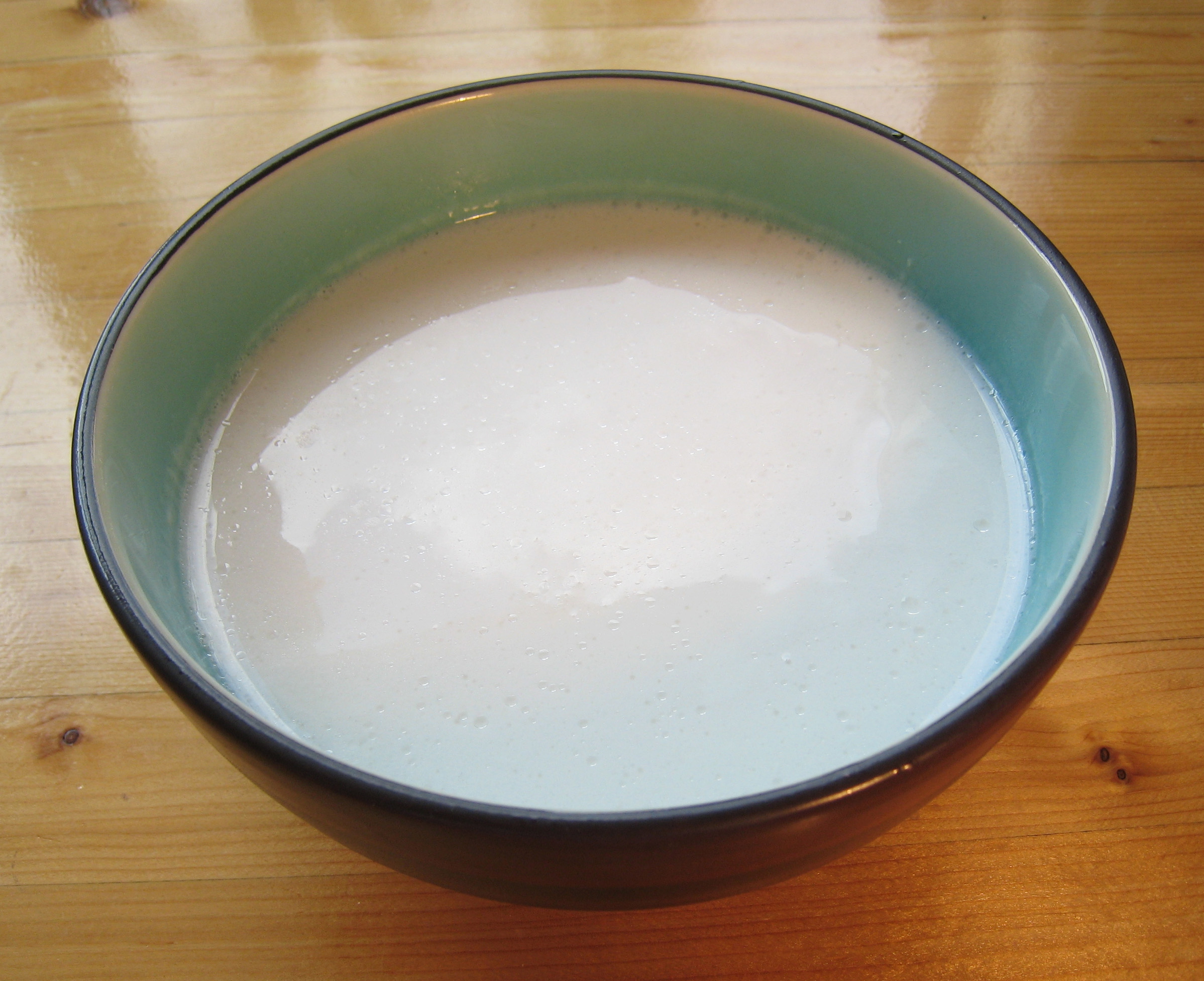
코코넛밀크

일반적인 음료로는 코코넛밀크, 주스, 차 및 커피가 있다. 

## 같이 보기
- 동남아시아 요리